# Jiří Andrt
Jiří Andrt (* 2. července 1941, Praha) je bývalý český profesionální hokejista.

## Klubové statistiky
| Sezona     | Klub               | Soutěž     | Základní část | Základní část | Základní část | Základní část | Základní část | Play off | Play off | Play off | Play off | Play off |
| Sezona     | Klub               | Soutěž     | Z             | G             | A             | B             | TM            | Z        | G        | A        | B        | TM       |
| ---------- | ------------------ | ---------- | ------------- | ------------- | ------------- | ------------- | ------------- | -------- | -------- | -------- | -------- | -------- |
| 1958-59    | Baník VTŽ Chomutov | TCH        | 20            | 2             | 0             | 2             | —             | —        | —        | —        | —        | —        |
| 1959-60    | Baník VTŽ Chomutov | TCH        | 21            | 0             | 0             | 0             | —             | —        | —        | —        | —        | —        |
| 1960-61    | Rudá hvězda Brno   | TCH        | 25            | 0             | 1             | 1             | 20            | —        | —        | —        | —        | —        |
| 1961-62    | Rudá hvězda Brno   | TCH        | 17            | 4             | 2             | 6             | —             | —        | —        | —        | —        | —        |
| 1962-63    | VTŽ Chomutov       | TCH        | 26            | 6             | 0             | 6             | —             | —        | —        | —        | —        | —        |
| 1963-64    | VTŽ Chomutov       | TCH        | 25            | 7             | 0             | 7             | —             | —        | —        | —        | —        | —        |
| 1964-65    | Tesla Pardubice    | TCH        | 32            | 2             | 0             | 2             | —             | —        | —        | —        | —        | —        |
| 1965-66    | Tesla Pardubice    | TCH        | 32            | 2             | 0             | 2             | 40            | —        | —        | —        | —        | —        |
| 1966-67    | Tesla Pardubice    | TCH        | 36            | 10            | 0             | 10            | —             | —        | —        | —        | —        | —        |
| 1967-68    | Tesla Pardubice    | TCH        | 36            | 5             | 1             | 6             | —             | —        | —        | —        | —        | —        |
| 1968-69    | Tesla Pardubice    | TCH        | 29            | 3             | 2             | 5             | —             | —        | —        | —        | —        | —        |
| 1969-70    | Tesla Pardubice    | TCH        | 29            | 3             | 1             | 4             | —             | —        | —        | —        | —        | —        |
| 1970-71    | Tesla Pardubice    | TCH        | 33            | 6             | 0             | 6             | —             | —        | —        | —        | —        | —        |
| 1971-72    | Tesla Pardubice    | TCH        | 31            | 2             | 3             | 5             | —             | —        | —        | —        | —        | —        |
| 1972-73    | Tesla Pardubice    | TCH        | 13            | 0             | 1             | 1             | —             | 3        | 0        | 0        | 0        | —        |
| 1973-74    | Tesla Pardubice    | TCH        | 4             | 0             | 0             | 0             | —             | —        | —        | —        | —        | —        |
| 1974-75    | TJ Prostějov       | TCH-2      | —             | —             | —             | —             | —             | —        | —        | —        | —        | —        |
| TCH celkem | TCH celkem         | TCH celkem | 409           | 52            | 11            | 63            | 60            | 3        | 0        | 0        | 0        | —        |